# فوينكارال (محطة مترو أنفاق مدريد)
فوينكارال (بالإسبانية: Fuencarral)‏ هي محطة مترو أنفاق في مدريد في إسبانيا، تقع على الخط رقم 10.